# (524531) 2002 XH91
(524531) 2002 XH91 est un objet transneptunien binaire faisant partie des cubewanos. 

## Caractéristiques
(524531) 2002 XH91 mesure environ 216 km de diamètre, 133 km pour son satellite qui orbite à 22 430 ± 410 km de distance,.